# یانتیان اکسپرس
یانتیان اکسپرس (به انگلیسی: Yantian Express) یک کشتی است که طول آن ۳۲۱ متر (۱٬۰۵۳ فوت) می‌باشد. این کشتی  در سال ۲۰۰۲ ساخته شد.